# Joseph Ray Watkins
Joseph Ray Watkins (21. srpna 1840 – 21. prosince 1911) byl americký podnikatel a zakladatel firmy Watkins Incorporated s jeho domácími lékařskými přípravky – výtažky a masti. Jako první začal vracet peníze na záruku za své výrobky a je považován za zakladatele přímého prodeje v průmyslu.

## Život
Joseph Ray Watkins byl druhý syn a třetí dítě reverenda Benjamina Uttera Watkinse a Sophronie Watkins. Narodil se v Cincinnati, Ohio, 21. srpna 1840. Joseph a jeho starší bratr byli vzdělaní ve Farmers College. Po jeho absolvenci jeho otec prodává své bydlení a přestěhovává rodinu do Minnesoty v roce 1862, aby se vyhnul Americké občanské válce.

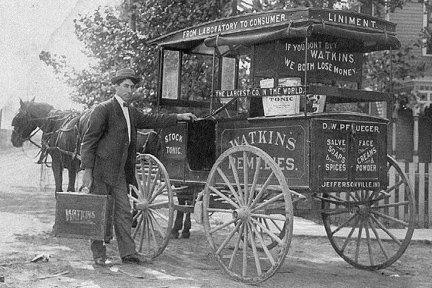
Watkins a jeho prodejní vůz, 1900

Watkins začal experimentovat s výrobou Watkinsenova léčivého prostředku u něj doma v Minnesotě r.1868.Osobně pak svým zákazníkům prodával tuto domácí medicínu z Asijských přísad, kterou prodával především přímo místním zemědělcům a vesničanům. 
Watkins své podnikání zakládal na spokojenost svých zákazníků a jako první začal dávat záruku na svůj výrobek. Měl nalepené na každé láhvi značku, která byla umístěna asi třetinu od uzávěru a slíbil svým že zákazníkům, že pokud výrobek nespotřebují pod tuto "značku", tak jim vrátí peníze, pokud nebyli spokojeni. Watkins přesunul své podnikání do Winona, Minnesota v roce 1885. Tam pro něj bylo jednodušší získat materiály na jeho zdravotní produkty. Pronajal si zde čtyřpokojový dům a polovinu pro výrobu jeho domácích lékařských  přípravků – výtažky a masti. Tyto výrobky byly kupovány tesaři a zemědělci pro úlevu od bolesti svalů po celodenní práci na pile a na poli.

## Rodina
Watkins a jeho manželka, Mary Ellen, měli dvě děti, s kterými žili v Plainview. Jejich nejstarší syn zemřel 14 měsíců po narození. Jejich druhé dítě, dcera (nar. 1877), přežila do dospělosti.

## Odkaz
Noviny Winona Daily News byly původně založeny Watkinsem jako Winona Morning Independent  v roce 1898.